# سلکریک، منیتوبا
سلکریک، منیوبا (به انگلیسی: Selkirk, Manitoba) یک منطقهٔ مسکونی در کانادا است که در اینترلایک واقع شده‌است. سلکریک ۱۰٬۲۷۸ نفر جمعیت دارد و ۲۲۵ متر بالاتر از سطح دریا واقع شده‌است.